# Johnson M1941
Johnson М1941 — американская самозарядная винтовка, разработанная Мелвином Джонсоном.

## История

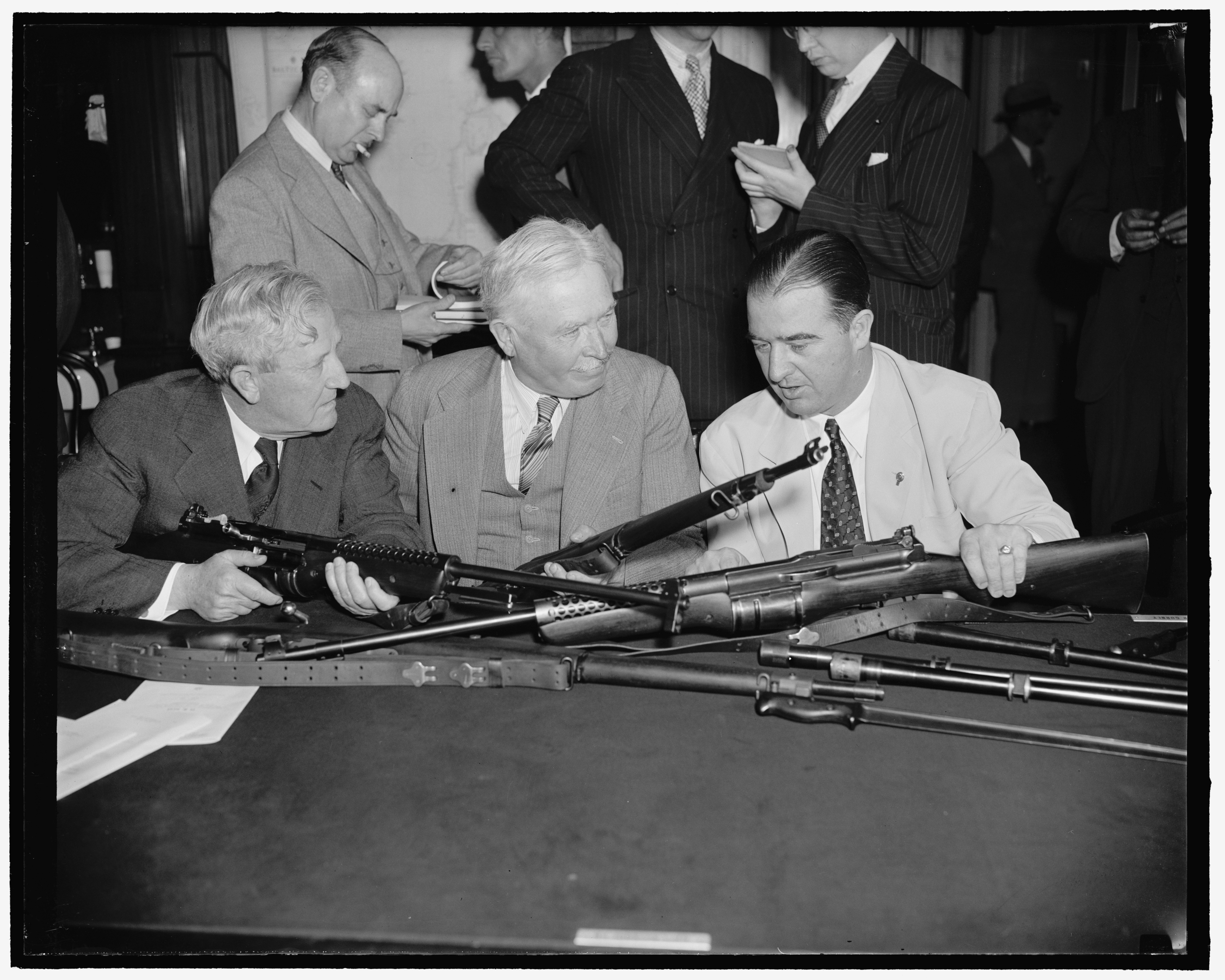
генерал-майор армии США Дж. А. Линч, сенаторы М. Шеппард и А. Чендлер осматривают не прошедшие программу испытаний самозарядные винтовки Джонсона (29 мая 1940)

Мелвин Мэйнард Джонсон (Melvin Maynard Johnson) создал свою первую самозарядную винтовку в 1936-1938 годы, в 1938 году он рекламировал ее в качестве спортивного оружия и передал её на испытания армии США. Испытания продолжались вплоть до начала 1940 года, когда винтовка Джонсона была отвергнута из-за меньшей надёжности, чем у состоящей на вооружении винтовки M1 Garand. Тем не менее, Джонсон начал мелкосерийное производство своей винтовки на основанной для этого частной компании, и в 1941 году дал ей обозначение «M1941». В этом же году администрация Голландской Ост-Индии, озабоченная угрозой японской оккупации, заказала у Джонсона 70 тысяч его винтовок M1941. У созданной Джонсоном компании «Джонсон автоматикс» собственного производства не было, в этой связи производство и сборка винтовок были налажены по субподряду на заводе «Кранстон армз» в Кранстоне, штат Род-Айленд (филиал компании «Юниверсал уайндинг»), поэтому винтовки до сих пор часто некорректно называют «Кранстон-1941».
В декабре 1941 года США вступили в войну с Японией и начали увеличение численности вооружённых сил. К марту 1942 года, когда большая часть заказа была готова, Ост-Индия уже была захвачена японскими войсками, и Корпус морской пехоты США перекупил у голландских представителей в США порядка 20-30 тысяч винтовок M1941, так как винтовок M1 морской пехоте хронически не хватало. Некоторое время винтовка использовалась в военно-морском флоте США, а по окончании войны большая часть оставшихся винтовок M1941 была возвращена Голландской Ост-Индии (ныне Индонезия).
В начале 1950х гг. партия снятых с вооружения винтовок была куплена фирмой "Winfield Arms Corp." и в дальнейшем они продавались в Канаде в качестве гражданского оружия.
Также некоторое количество винтовок было поставлено в Чили.

## Конструкция
Самозарядная винтовка Джонсона работает по принципу использования энергии отдачи при коротком ходе ствола. Ствол имеет четыре правосторонних нареза. Запирание канала ствола достигается сцеплением с навинченным на ствол казёнником восьми боевых выступов вращающейся личинки затвора. Магазин неотъёмный, барабанного типа, вмещающий 10 патронов. Снаряжение магазина производится через специальное окно на правой стороне оружия, под окном для выброса гильз. Окно магазина имеет направляющие для пластинчатых обойм (использовались обоймы на 5 патронов от винтовки Springfield M1903). Магазин можно было заряжать как при открытом, так и при закрытом затворе. Существовали единичные варианты винтовки с обычным коробчатым магазином. Ложа винтовки деревянная, из двух частей (приклад с шейкой и цевьё), кожух ствола перфорированный. Прицел диоптрический, регулируемый по дальности. Винтовка могла комплектоваться специальным игольчатым штыком небольшой массы, не имевшим отдельной рукоятки. Использование стандартного штык-ножа на подвижном стволе могло бы отрицательно сказаться на надежности работы автоматики.

## Оценка
По сравнению с M1 Garand винтовка M1941 имела более ёмкий магазин и позволяла доснаряжать его в любой момент отдельными патронами или обоймами от магазинной винтовки M1903. Прицельная дальность и кучность стрельбы M1941 и M1 Garand были примерно одинаковыми, но винтовка Джонсона отличалась небольшой отдачей (по некоторым источникам, её отдача составляла всего 1/3 от отдачи винтовки M1 Garand). Её производство было менее трудоёмким и более дешёвым. Винтовка M1941 легко разбиралась на две части (ствол и ложа с механизмами), что позволяло переносить её в виде компактного тюка, поэтому винтовки M1941 использовались парашютными подразделениями КМП США. Недостатками винтовки Джонсона была большая чувствительность к загрязнению из-за автоматики с подвижным стволом, невозможность использования штатного штык-ножа, а также меньшая доступность запасных частей. Также винтовка Джонсона оказалась менее надёжной и более подверженной поломкам, чем M1 Garand.

## Использование
Винтовка использовалась во Второй Мировой войне морской пехотой США. Винтовкой были вооружены силы вторжения во время организованной ЦРУ операции в заливе Свиней на Кубе 1961 г.